# Pontrhydfendigaid

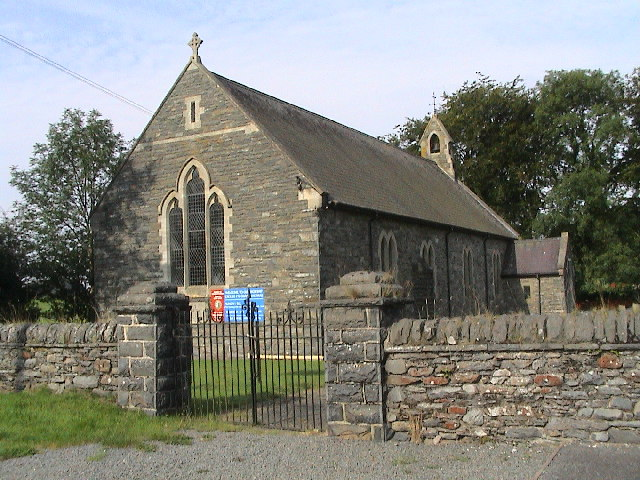
Kirche in Pontrhydfendigaid (2005)

Pontrhydfendigaid ist ein walisisches Dorf mit 712 (2011) Einwohnern in der Grafschaft Ceredigion. Das Dorf liegt an den westlichen Ausläufern der Cambrian Mountains, zwischen der Devil’s Bridge und Tregaron. Das Dorf liegt am Fluss River Teifi, dessen Quelle fünf Kilometer östlich bei Llyn Teifi liegt. Pontrhydfendigaid gehört zur Gemeinde Ystrad Fflur.

## Namensherkunft
Der Name des Dorfs setzt sich zusammen aus dem Namen einer alten Furt (rhyd) durch den Fluss Teifi und einer Brücke (pont) welche später hier gebaut wurde. Diese liegt an der Straße B4343 zwischen Tregaron im Süden und Pontarfynach im Norden, etwa 21 km südöstlich von Aberystwyth.

## Sehenswürdigkeiten
Die Ruinen der Zisterzienserabtei Strata Florida Abbey befinden sich ca. 1,4 km südöstlich des Dorfs. Die Abtei wurde 1164 gegründet, der Poet Dafydd ap Gwilym soll hier begraben sein. Llywelyn ab Iorwerth hielt hier 1238 einen Rat ab, bei welchem die walisischen Fürsten seinem Sohn Dafydd ap Llywelyn die Lehenstreue schwuren. Die Abtei war ein bedeutendes walisisches Kulturzentrum und es wird angenommen, dass dort eine der frühesten Versionen des Brut y Tywysogion entstanden ist.
Das Hillfort Pen-y-Bannau liegt 1 km östlich des Dorfes.

## Söhne und Töchter aus Pontrhydfendigaid
Caradog Jones (* 1963), erster Waliser, welcher den Gipfel des Mount Everest erreichte.